# ازدهار (علم النفس)

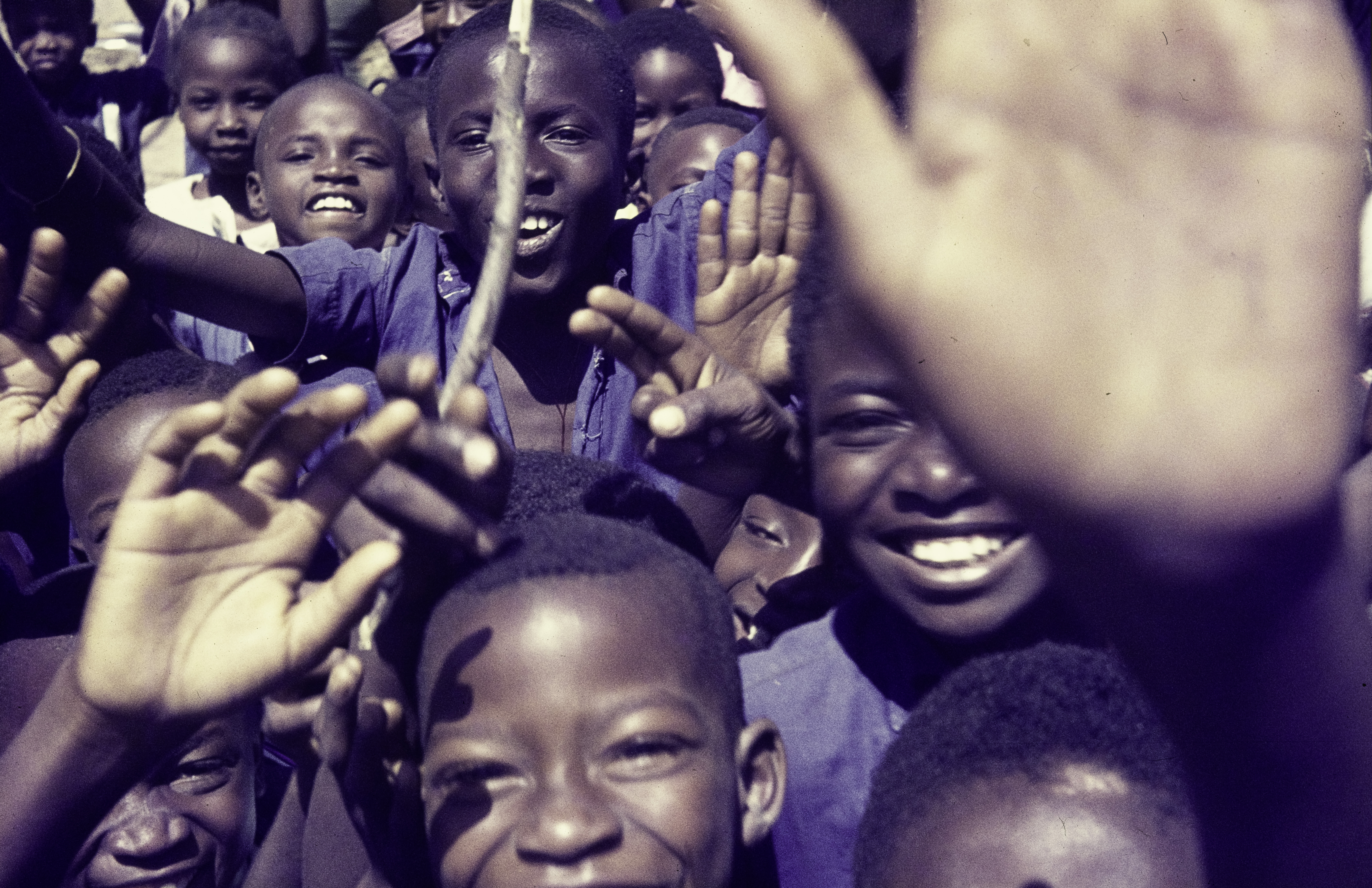
صورة تعود لسبعينيات القرن العشرين لطلاب مدارس من نيجيريا يبتسمون ويبدون مشاعر إيجابية.

في علم النفس الإيجابي، الازدهار هي الحالة التي يشعر فيها الأشخاص بمشاعر إيجابية وأداء نفسي واجتماعي إيجابي في معظم الوقت، ويعيشون ضمن مجال مثالي من الأداء البشري، وهو توصيف وقياس للصحة العقلية الإيجابية ورفاهية الحياة بصورة عامة. يتضمن الازدهار مكونات ومفاهيم متعددة، مثل تنمية القوة والرفاه الذاتي والخير والإبداع والنهضة والمرونة. الازدهار هو عكس كل من المرض والضعف، والتي تُوصف بأنها عيش حياة مجوفة وخالية. الازدهار هو مفهوم محوري في علم النفس الإيجابي، طوّره كل من كوري كيز وباربرا فريدريكسون.

## النظرية

### تاريخ
طوّر كل من كوري كيز وباربرا فريدريكسون الازدهار كمفهوم نفسي.
تعاون كيز مع كارول ريف في اختبار نموذج العوامل الستة للرفاه النفسي خاصته، وفي عام 2002، نُشرت اعتباراته النظرية في مقال عن «استمرارية الصحة العقلية: من الضعف إلى الازدهار» المعدل من قبل فريدريكسون بكونه «العمل الرائد الذي يقيس الصحة العقلية بشكل إيجابي بدلاً من عدم وجود مرض عقلي».
طورت باربرا فريدريكسون نظرية توسيع وبناء المشاعر الإيجابية، وفقًا لقولها فهناك مجموعة واسعة من الآثار الإيجابية التي تؤثّر بها العواطف والخبرات الإيجابية على حياة الإنسان. لاحظت فريدريكسون سمتين للمشاعر الإيجابية التي تختلف عن المشاعر السلبية:
1. لا يبدو أن المشاعر الإيجابية تثير ميول أفعال معينة بالطريقة نفسها التي تؤثّر بها المشاعر السلبية، فعلى العكس، يبدو أنها تسبب بعض التنشيط العام غير الموجه.
2. لا تسهل المشاعر الإيجابية العمل البدني بالضرورة، ولكنها تثير فعلًا معرفيًا بارزًا. لهذا السبب، تصوّر فريدريكسون مفهومين جديدين: ميول التفكير- الفعل، أو ما يفعله الشخص عادة في موقف معين، ومرجعيات التفكير- الفعل بدلاً من قائمة المهارات التي يستطيع الشخص القيام بها.

### معايير القياس والتشخيص
يمكن لعلماء النفس بالاستناد إلى مفهوم الازدهار، دراسة وقياس الرضا والهدف والمعنى والسعادة. يمكن قياس الازدهار من خلال مقاييس الإبلاغ الذاتي، إذ يُطلب من الأفراد الاستجابة للمقاييس المنظمة التي تقيس وجود التأثير الإيجابي وغياب التأثير السلبي والرضا الملموس عن الحياة. يُسأل المشاركون على وجه التحديد عن عواطفهم ومشاعرهم لأن العلماء يعتقدون أن الازدهار هو شيء يتجلى داخليًا وليس خارجيًا.
استخدم كيز المنهجية الإجرائية لتفعيل أعراض المشاعر الإيجابية والأداء الإيجابي في الحياة من خلال مراجعة أبعاد ومقاييس الرفاه الذاتي، وبالتالي خلق تعريف للازدهار. لإكمال أو تشغيل تعريف ما يعنيه أن تعمل على النحو الأمثل أو ازدهار، وضعت معايير التشخيص لحياة مزدهرة:
1. يجب ألا يكون الفرد قد تعرّض لحوادث من الاكتئاب الشديد في العام الماضي
2. يجب أن يتمتع الفرد بمستوى عالٍ من الرفاه كما هو موضح من قبل الأفراد الذين يستوفون المعايير الثلاثة التالية:
  1. رفاه عاطفي عالي، يحدده 2 من 3 نقاط من مقياس التدابير المناسبة التي تندرج في التوزيع العلوي:
    1. تأثير إيجابي
    2. تأثير سلبي (منخفض)
    3. الرضا عن الحياة

  2. الرفاه النفسي المرتفع، يحدده 4 من 6 نقاط من مقياس التدابير المناسبة التي تندرج في التوزيع العلوي:
    1. قبول الذات
    2. تطوير الذات
    3. معنى الحياة الفلسفي
    4. الإتقان البيئي
    5. الاستقلال الذاتي
    6. العلاقات الإيجابية مع الآخرين

  3. الرفاه الاجتماعي العالي، يحدده تحقيق 3 من 5 نقاط من مقاييس التدابير المناسبة التي تندرج في التوزيع العلوي:
    1. القبول الاجتماعي
    2. الإدراك الاجتماعي
    3. المساهمة الاجتماعية
    4. المنطق الاجتماعي
    5. الإدماج الاجتماعي

## التطبيقات
يصف تعريف أو وضع مفاهيم الصحة العقلية في إطار الازدهار والضعف، الأعراض التي يمكن أن تتآزر مع تقنيات الإرشاد التي تهدف إلى زيادة مستويات الرفاه العاطفي والاجتماعي والنفسي. علاوة على ذلك، كما يستتبع كيز، في عالم مليء بالأشخاص المزدهرين سيكون الجميع قادرين على جني الفوائد التي تقدمها الحالة العقلية الإيجابية هذه وحالة الحياة.

### التعليم
يأتي كيز بذكر الأطفال وكذلك البالغين، فيقول أنّ الأطفال يتأثرون مباشرة بالاكتئاب الأمومي، ويشير إلى أن ازدهار أو ضعف المعلمين وتأثير ذلك على الطلاب، لم يُدرس بعد. خمّن كيز أيضًا أن حجز المعلّم للتلاميذ قد يرتبط بإطارات ذهنية لهم، إضافة إلى ذلك، إذا كان بالإمكان جعل الطلاب يزدهرون، تكون الفوائد العائدة على العملية التعليمية أكبر، حيث أن بإمكان الازدهار أن يزيد من الاهتمام ومهارات التفكير.

### الاندماج
للازدهار أيضًا العديد من التطبيقات في الواجب المدني والانخراط الاجتماعي. يعتقد كيز أن معظم الناس لا يركزون بشكل كافٍ على جوانب الحياة هذه، وعوضًا عن ذلك يركز الناس على الإنجاز الشخصي. يقترح كيز أنه يجب على الناس تشجيع الأطفال والكبار على المشاركة الاجتماعية. يشارك الأشخاص الذين يظهرون ازدهارًا في المناسبات الاجتماعية وبالعكس يبدي الأشخاص الاجتماعيون ازدهارًا، ومنه، يقترح على الناس إكساب أطفالهم هدفًا يخلق إحساسًا بالمساهمة وإتقانًا بيئيًا يعزز مشاعر الرفاه والرضا.

## الانتقادات
يعتمد مفهوم الازدهار على نظرية فريدريكسون لتوسيع المشاعر الإيجابية، لكن اقترح بعض الباحثين أن هناك وظائف أخرى للمشاعر الإيجابية، إذ يقترح ماكي وورث أن المشاعر الإيجابية تقلل من القدرات المعرفية، فأظهروا أنه عند تعريضهم لرسالة مقنعة لفترة محدودة من الوقت، يبدي الأشخاص الذين يختبرون مزاجًا إيجابيًا، انخفاضًا في المعالجة بالمقارنة مع معالجتهم للمواضيع وهم في مزاج معتدل. اقترح آخرون أن المشاعر الإيجابية تقلل من الدافع ولكن ليس القدرة على المعالجة الإدراكية. ما يزال الازدهار موضوع دراسة حديث التطور، وهناك حاجة إلى إجراء المزيد من الاختبارات لتحديد مفهوم الازدهار وتفعيله وتطبيقه بمفهومه. النقص في البحث هو أيضًا موضع نقد آخر لمفهوم الازدهار.